# Copa Nacional de Clubes 2024
La Copa Nacional de Clubes 2024 fue la 59ª edición del torneo de clubes del interior más importante de Uruguay y la 20° bajo el nombre de Copa Nacional de Clubes. Es organizado por la Organización del Fútbol del Interior. El campeón defensor es Universitario de Salto.

## Participantes
| Departamento   | Cantidad | Clubes                                                                                           |
| -------------- | -------- | ------------------------------------------------------------------------------------------------ |
| Maldonado      | 4        | Ituzaingó (Punta del Este) Libertad (San Carlos) Piriápolis (Piriápolis) San Carlos (San Carlos) |
| Paysandú       | 4        | Bella Vista (Paysandú) Huracán (Paysandú) Litoral (Paysandú) Estudiantil (Paysandú)              |
| Canelones      | 3        | Ferrocarrilero (Empalme Olmos) Juanicó (Juanicó) Darling (Canelones)                             |
| Río Negro      | 3        | 18 de Julio (Fray Bentos) Laureles (Fray Bentos) Berlín (Nuevo Berlín)                           |
| Salto          | 3        | Ferro Carril (Salto) Universitario (Salto) Arsenal (Salto)                                       |
| San José       | 3        | Río Negro (San José) Juventud Unida (Libertad) Campana (Libertad)                                |
| Cerro Largo    | 2        | Melo Wanderers (Melo) Boca Juniors (Melo)                                                        |
| Florida        | 2        | Boquita (Sarandí Grande) Atlético Florida (Florida)                                              |
| Lavalleja      | 2        | Lavalleja (Minas) Barrio Olímpico (Minas)                                                        |
| Soriano        | 2        | Sportivo Barracas (Dolores) Bristol (Mercedes)                                                   |
| Artigas        | 1        | Pirata Juniors (Artigas)                                                                         |
| Colonia        | 1        | Santa Emilia (Cardona)                                                                           |
| Durazno        | 1        | Central (Durazno)                                                                                |
| Flores         | 1        | Porongos (Trinidad)                                                                              |
| Rivera         | 1        | Peñarol (Rivera)                                                                                 |
| Rocha          | 1        | Lavalleja (Rocha)                                                                                |
| Tacuarembó     | 1        | Estudiantes (Tacuarembó)                                                                         |
| Treinta y Tres | 1        | Huracán (Treinta y Tres)                                                                         |

## Formato de competencia

### Primera Fase
Se conforman 9 series de 4 equipos cada una. Clasifican a la próxima ronda los dos primeros de cada serie. Los equipos que terminen en tercera y cuarta posición de cada grupo pierden la categoría de cara a la Copa Nacional de Clubes 2024.

### Segunda Fase
Se conformarán 6 series de 3 equipos cada una. Clasifican a la fase siguiente los seis primeros de cada serie y los dos mejores segundos. Los restantes equipos que queden en segundo lugar jugarán un repechaje por la permanencia en la divisional. Los perdedores pierden la categoría, al igual que los equipos terceros de grupo.

### Fases finales
Se disputan cuartos de final, semifinales y final en definición de ida y vuelta.

## Desarrollo

### Primera Fase
Se conforman 9 series de 4 equipos cada una. Clasifican los dos primeros de cada serie.

#### Serie A

##### Posiciones
| Pos. | Equipo                 | Pts. | PJ | PG | PE | PP | GF | GC | Dif. |
| ---- | ---------------------- | ---- | -- | -- | -- | -- | -- | -- | ---- |
| 1.º  | Ferro Carril (Salto)   | 13   | 6  | 4  | 1  | 1  | 12 | 4  | 8    |
| 2.º  | Huracán (Paysandú)     | 9    | 5  | 3  | 0  | 2  | 8  | 4  | 4    |
| 3.º  | Bella Vista (Paysandú) | 5    | 5  | 1  | 2  | 2  | 8  | 10 | −2   |
| 4.º  | Pirata Jrs. (Artigas)  | 4    | 6  | 1  | 1  | 4  | 6  | 16 | −10  |

|  | Clasificados a la segunda fase. |
|  | Descendido                      |

##### Resultados
| Ferro Carril   | 0 - 1 | Huracán     | Ernesto J. Dickinson | 5 de mayo |
| Pirata Juniors | 1 - 3 | Bella Vista | Matías González      | 5 de mayo |

| Ferro Carril | 3 - 0 | Pirata Juniors | Ernesto J. Dickinson                  | 11 de mayo |
| Huracán      | 3 - 1 | Bella Vista    | Hnos. Aguinaga - Cr. Víctor Thomasset | 12 de mayo |

| Pirata Juniors | 0 - 3 | Huracán      | Matías González | 18 de mayo |
| Bella Vista    | 1 - 1 | Ferro Carril | Don Bosco       | 19 de mayo |

| Bella Vista | 2 - 2 | Pirata Juniors | Don Bosco       | 19 de mayo |
| Huracán     | 0 - 1 | Ferro Carril   | Agustín Rivabén | 19 de mayo |

| Huracán      | 1 - 2 | Pirata Juniors | Hnos. Aguinaga - Cr. Víctor Thomasset | 2 de junio |
| Ferro Carril | 3 - 1 | Bella Vista    | Don Bosco                             | 2 de junio |

| Pirata Juniors | 1 - 4        | Ferro Carril | Matías González | 9 de junio |
| Bella Vista    | No Disputado | Huracán      | Don Bosco       | 9 de junio |

#### Serie B

##### Posiciones
| Pos. | Equipo                   | Pts. | PJ | PG | PE | PP | GF | GC | Dif. |
| ---- | ------------------------ | ---- | -- | -- | -- | -- | -- | -- | ---- |
| 1.º  | Universitario (Salto)    | 13   | 6  | 4  | 1  | 1  | 11 | 9  | 2    |
| 2.º  | Arsenal (Salto)          | 12   | 6  | 4  | 0  | 2  | 10 | 6  | 4    |
| 3.º  | Estudiantes (Tacuarembó) | 9    | 6  | 3  | 0  | 3  | 12 | 9  | 3    |
| 4.º  | Peñarol (Rivera)         | 1    | 6  | 0  | 1  | 5  | 6  | 15 | −9   |

|  | Clasificados a la segunda fase. |
|  | Descendido                      |

##### Resultados
| Arsenal | 1 - 4 | Universitario | Ernesto J. Dickinson                 | 4 de mayo |
| Peñarol | 1 - 3 | Estudiantes   | Sicinio da Cunha (Minas de Corrales) | 5 de mayo |

| Universitario | 1 - 0 | Estudiantes | Ernesto J. Dickinson | 12 de mayo |
| Arsenal       | 2 - 1 | Peñarol     | Ernesto J. Dickinson | 12 de mayo |

| Peñarol     | 1 - 1 | Universitario | Sicinio da Cunha (Minas de Corrales) | 19 de mayo |
| Estudiantes | 0 - 1 | Arsenal       | Dardo López                          | 19 de mayo |

| Estudiantes   | 3 - 2 | Peñarol | Ing. Agrim. Raúl S. Goyenola | 25 de mayo |
| Universitario | 1 - 0 | Arsenal | Club Universitario           | 25 de mayo |

| Universitario | 2 - 1 | Peñarol     | Club Universitario   | 1 de junio |
| Arsenal       | 2 - 0 | Estudiantes | Ernesto J. Dickinson | 1 de junio |

| Peñarol     | 0 - 4 | Arsenal       | Pedro Maciel                 | 9 de junio |
| Estudiantes | 6 - 2 | Universitario | Ing. Agrim. Raúl S. Goyenola | 9 de junio |

#### Serie C

##### Posiciones
| Pos. | Equipo                      | Pts. | PJ | PG | PE | PP | GF | GC | Dif. |
| ---- | --------------------------- | ---- | -- | -- | -- | -- | -- | -- | ---- |
| 1.º  | Sportivo Barracas (Dolores) | 12   | 6  | 4  | 0  | 2  | 13 | 8  | 5    |
| 2.º  | Estudiantil (Paysandú)      | 8    | 6  | 2  | 2  | 2  | 9  | 4  | 5    |
| 3.º  | Laureles (Fray Bentos)      | 8    | 6  | 2  | 2  | 2  | 8  | 5  | 3    |
| 4.º  | Santa Emilia (Cardona)      | 5    | 6  | 1  | 2  | 3  | 7  | 20 | −13  |

|  | Clasificados a la segunda fase. |
|  | Descendido                      |

##### Resultados
| Santa Emilia | 0 - 5 | Laureles          | Parque Juventud Unida | 5 de mayo |
| Estudiantil  | 1 - 0 | Sportivo Barracas | Parque Estudiantil    | 5 de mayo |

| Santa Emilia | 1 - 1 | Estudiantil       | Parque Juventud Unida | 11 de mayo |
| Laureles     | 1 - 2 | Sportivo Barracas | 12 de mayo            |            |

| Estudiantil       | 0 - 0 | Laureles     | Parque Estudiantil  | 19 de mayo |
| Sportivo Barracas | 4 - 1 | Santa Emilia | Eduardo Luis Piazze | 19 de mayo |

| Sportivo Barracas | 2 - 1 | Estudiantil  | Eduardo Luis Piazze | 26 de mayo |
| Laureles          | 1 - 1 | Santa Emilia | Pablo E. Abbate     | 26 de mayo |

| Laureles     | 1 - 0 | Estudiantil       | Pablo E. Abbate       | 1 de junio |
| Santa Emilia | 4 - 3 | Sportivo Barracas | Parque Juventud Unida | 2 de junio |

| Sportivo Barracas | 2 - 0 | Laureles     | Pablo E. Abbate    | 8 de junio |
| Estudiantil       | 6 - 0 | Santa Emilia | Parque Estudiantil | 9 de junio |

#### Serie D

##### Posiciones
| Pos. | Equipo                    | Pts. | PJ | PG | PE | PP | GF | GC | Dif. |
| ---- | ------------------------- | ---- | -- | -- | -- | -- | -- | -- | ---- |
| 1.º  | Bristol (Mercedes)        | 12   | 6  | 4  | 0  | 2  | 13 | 7  | 6    |
| 2.º  | Litoral (Paysandú)        | 10   | 6  | 3  | 1  | 2  | 10 | 8  | 2    |
| 3.º  | Berlín (Nuevo Berlín)     | 7    | 6  | 2  | 1  | 3  | 6  | 10 | −4   |
| 4.º  | 18 de Julio (Fray Bentos) | 6    | 6  | 2  | 0  | 4  | 8  | 12 | −4   |

|  | Clasificados a la segunda fase. |
|  | Descendido                      |

##### Resultados
| 18 de Julio | 2 - 5 | Bristol | Orlando Torres  | 5 de mayo |
| Litoral     | 4 - 1 | Berlín  | Agustín Rivabén | 5 de mayo |

| Bristol     | 1 - 2 | Berlín  | Parque Bristol | 11 de mayo |
| 18 de Julio | 0 - 2 | Litoral | Orlando Torres | 12 de mayo |

| Berlín  | 1 - 0 | 18 de Julio | Carlos Romay    | 18 de mayo |
| Litoral | 0 - 1 | Bristol     | Agustín Rivabén | 19 de mayo |

| Berlín  | 2 - 2 | Litoral     | Carlos Romay   | 25 de mayo |
| Bristol | 2 - 3 | 18 de Julio | Parque Bristol | 26 de mayo |

| Bristol     | 1 - 0 | Litoral | Parque Bristol | 2 de junio |
| 18 de Julio | 4 - 3 | Berlín  | Orlando Torres | 2 de junio |

| Litoral | 2 - 1 | 18 de Julio | Agustín Rivabén | 9 de junio |
| Berlín  | 0 - 1 | Bristol     | Carlos Romay    | 9 de junio |

#### Serie E

##### Posiciones
| Pos. | Equipo               | Pts. | PJ | PG | PE | PP | GF | GC | Dif. |
| ---- | -------------------- | ---- | -- | -- | -- | -- | -- | -- | ---- |
| 1.º  | Porongos (Trinidad)  | 14   | 6  | 4  | 2  | 0  | 8  | 1  | 7    |
| 2.º  | Río Negro (San José) | 13   | 6  | 4  | 1  | 1  | 9  | 2  | 7    |
| 3.º  | Campana (Libertad)   | 4    | 6  | 1  | 1  | 4  | 5  | 8  | −3   |
| 4.º  | Central (Durazno)    | 3    | 6  | 1  | 0  | 5  | 2  | 13 | −11  |

|  | Clasificados a la segunda fase. |
|  | Descendido                      |

##### Resultados
| Central | 0 - 2 | Río Negro | 14 de Octubre    | 4 de mayo |
| Campana | 0 - 0 | Porongos  | Adelaido Camaití | 5 de mayo |

| Campana  | 4 - 1 | Central   | Adelaido Camaití  | 11 de mayo |
| Porongos | 2 - 0 | Río Negro | Juan A. Lavalleja | 12 de mayo |

| Central   | 0 - 2 | Porongos | Silvestre Octavio Landoni | 19 de mayo |
| Río Negro | 2 - 0 | Campana  | Casto Martínez Laguarda   | 19 de mayo |

| Río Negro | 3 - 0 | Central | Casto Martínez Laguarda | 25 de mayo |
| Porongos  | 2 - 1 | Campana | Juan A. Lavalleja       | 25 de mayo |

| Porongos | 2 - 0 | Central   | Juan A. Lavalleja | 1 de junio |
| Campana  | 0 - 2 | Río Negro | Adelaido Camaití  | 2 de junio |

| Central   | 1 - 0 | Campana  | Silvestre Octavio Landoni | 8 de junio |
| Río Negro | 0 - 0 | Porongos | Casto Martínez Laguarda   | 8 de junio |

#### Serie F

##### Posiciones
| Pos. | Equipo                     | Pts. | PJ | PG | PE | PP | GF | GC | Dif. |
| ---- | -------------------------- | ---- | -- | -- | -- | -- | -- | -- | ---- |
| 1.º  | Juanicó (Juanicó)          | 12   | 6  | 4  | 0  | 2  | 12 | 6  | 6    |
| 2.º  | Atlético Florida (Florida) | 12   | 6  | 4  | 0  | 2  | 13 | 9  | 4    |
| 3.º  | Juventud Unida (Libertad)  | 12   | 6  | 4  | 0  | 2  | 10 | 8  | 2    |
| 4.º  | Boquita (Sarandí Grande)   | 0    | 6  | 0  | 0  | 6  | 5  | 17 | −12  |

|  | Clasificados a la segunda fase. |
|  | Descendido                      |

##### Resultados
| Juanicó          | 3 - 1 | Juventud Unida | Gloria de un Pueblo    | 4 de mayo |
| Atlético Florida | 4 - 1 | Boquita        | Artigas Lacassy Loroña | 4 de mayo |

| Juanicó        | 3 - 1 | Atlético Florida | Gloria de un Pueblo  | 11 de mayo |
| Juventud Unida | 2 - 1 | Boquita          | Complejo 1.º de Mayo | 12 de mayo |

| Atlético Florida | 3 - 1 | Juventud Unida | Artigas Lacassy Loroña | 19 de mayo |
| Boquita          | 1 - 3 | Juanicó        | Batalla de Sarandí     | 19 de mayo |

| Juventud Unida | 1 - 0 | Juanicó          | Complejo 1.º de Mayo | 25 de mayo |
| Boquita        | 1 - 3 | Atlético Florida | Batalla de Sarandí   | 26 de mayo |

| Juventud Unida | 2 - 1 | Atlético Florida | Complejo 1.º de Mayo | 1 de junio |
| Juanicó        | 2 - 0 | Boquita          | Gloria de un Pueblo  | 2 de junio |

| Atlético Florida | 2 - 1 | Juanicó        | Artigas Lacassy Loroña | 9 de junio |
| Boquita          | 1 - 3 | Juventud Unida | Batalla de Sarandí     | 9 de junio |

#### Serie G

##### Posiciones
| Pos. | Equipo                   | Pts. | PJ | PG | PE | PP | GF | GC | Dif. |
| ---- | ------------------------ | ---- | -- | -- | -- | -- | -- | -- | ---- |
| 1.º  | San Carlos (San Carlos)  | 16   | 6  | 5  | 1  | 0  | 16 | 5  | 11   |
| 2.º  | Libertad (San Carlos)    | 11   | 6  | 3  | 2  | 1  | 15 | 7  | 8    |
| 3.º  | Huracán (Treinta y Tres) | 4    | 6  | 1  | 1  | 4  | 8  | 17 | −9   |
| 4.º  | Boca Juniors (Melo)      | 3    | 6  | 1  | 0  | 5  | 5  | 15 | −10  |

|  | Clasificados a la segunda fase. |
|  | Descendido                      |

##### Resultados
| San Carlos | 0 - 0 | Libertad     | Club San Carlos | 4 de mayo |
| Huracán    | 2 - 1 | Boca Juniors | Parque Colón    | 5 de mayo |

| San Carlos | 2 - 0 | Huracán      | Parque Colón | 11 de mayo |
| Libertad   | 3 - 0 | Boca Juniors | Álvaro Pérez | 12 de mayo |

| Huracán      | 2 - 2 | Libertad   | Parque Colón      | 18 de mayo |
| Boca Juniors | 1 - 3 | San Carlos | Germán Baldassini | 18 de mayo |

| Boca Juniors | 1 - 0 | Huracán    | Municipal (Fraile Muerto) | 26 de mayo |
| Libertad     | 1 - 2 | San Carlos | Álvaro Pérez              | 26 de mayo |

| Libertad   | 6 - 2 | Huracán      | Álvaro Pérez    | 26 de mayo |
| San Carlos | 1 - 0 | Boca Juniors | Club San Carlos | 26 de mayo |

| Parque Colón | 2 - 5 | San Carlos | Álvaro Pérez      | 11 de junio |
| Boca Juniors | 1 - 3 | Libertad   | Germán Baldassini | 11 de junio |

#### Serie H

##### Posiciones
| Pos. | Equipo                   | Pts. | PJ | PG | PE | PP | GF | GC | Dif. |
| ---- | ------------------------ | ---- | -- | -- | -- | -- | -- | -- | ---- |
| 1.º  | Ferrocarrilero (E.Olmos) | 13   | 6  | 4  | 1  | 1  | 15 | 8  | 7    |
| 2.º  | Lavalleja (Minas)        | 13   | 6  | 4  | 1  | 1  | 17 | 8  | 9    |
| 3.º  | Darling (Canelones)      | 9    | 6  | 3  | 0  | 3  | 10 | 9  | 1    |
| 4.º  | Lavalleja (Rocha)        | 0    | 6  | 0  | 0  | 6  | 9  | 26 | −17  |

|  | Clasificados a la segunda fase. |
|  | Descendido                      |

##### Resultados
| Lavalleja (M) | 5 - 1 | Lavalleja (R)  | Juan A. Lavalleja | 4 de mayo |
| Darling       | 0 - 1 | Ferrocarrilero | Parque Liverpool  | 4 de mayo |

| Lavalleja (R) | 3 - 6 | Ferrocarrilero | Dr. Mario Sobrero | 11 de mayo |
| Lavalleja (M) | 0 - 3 | Darling        | Parque Liverpool  | 11 de mayo |

| Darling        | 2 - 1 | Lavalleja (R) | Parque Liverpool | 18 de mayo |
| Ferrocarrilero | 1 - 1 | Lavalleja (M) | Hugo Rava        | 19 de mayo |

| Ferrocarrilero | 3 - 1 | Darling       | Hugo Rava         | 25 de mayo |
| Lavalleja (R)  | 1 - 7 | Lavalleja (M) | Dr. Mario Sobrero | 25 de mayo |

| Lavalleja (R) | 1 - 2 | Darling        | Dr. Mario Sobrero | 1 de junio |
| Lavalleja (M) | 1 - 0 | Ferrocarrilero | Juan A. Lavalleja | 1 de junio |

| Darling        | 2 - 3 | Lavalleja (M) | Félix Cedro Gilardo | 1 de junio |
| Ferrocarrilero | 4 - 2 | Lavalleja (R) | Hugo Rava           | 1 de junio |

#### Serie I

##### Posiciones
| Pos. | Equipo                  | Pts. | PJ | PG | PE | PP | GF | GC | Dif. |
| ---- | ----------------------- | ---- | -- | -- | -- | -- | -- | -- | ---- |
| 1.º  | Piriápolis (Piriápolis) | 10   | 6  | 3  | 1  | 2  | 11 | 7  | 4    |
| 2.º  | Melo Wanderers (Melo)   | 10   | 6  | 3  | 1  | 2  | 9  | 8  | 1    |
| 3.º  | Barrio Olímpico (Minas) | 9    | 6  | 2  | 3  | 1  | 10 | 11 | −1   |
| 4.º  | Ituzaingó (P. del Este) | 3    | 6  | 0  | 3  | 3  | 9  | 13 | −4   |

|  | Clasificados a la segunda fase. |
|  | Descendido                      |

##### Resultados
| Melo Wanderers  | 1 - 0 | Piriápolis | Arq. Antonio E. Ubilla | 4 de mayo |
| Barrio Olímpico | 2 - 2 | Ituzaingó  | Walter Montero         | 4 de mayo |

| Melo Wanderers | 2 - 0 | Ituzaingó       | Arq. Antonio E. Ubilla              | 11 de mayo |
| Piriápolis     | 4 - 0 | Barrio Olímpico | Julio César Abbadie (Pan de Azúcar) | 11 de mayo |

| Barrio Olímpico | 2 - 2 | Melo Wanderers | Walter Montero               | 18 de mayo |
| Ituzaingó       | 2 - 3 | Piriápolis     | Domingo Burgueño (Maldonado) | 18 de mayo |

| Ituzaingó  | 2 - 2 | Barrio Olímpico | Domingo Burgueño (Maldonado)        | 25 de mayo |
| Piriápolis | 2 - 1 | Melo Wanderers  | Julio César Abbadie (Pan de Azúcar) | 25 de mayo |

| Melo Wanderers | 0 - 2 | Barrio Olímpico | Germán Baldassini | 1 de junio |
| Piriápolis     | 1 - 1 | Ituzaingó       | Anselmo Meirana   | 2 de junio |

| Barrio Olímpico | 2 - 1 | Piriápolis     | Walter Montero | 8 de junio |
| Ituzaingó       | 2 - 3 | Melo Wanderers | Las Delicias   | 8 de junio |

### Segunda Fase
Se conforman 6 series de 3 equipos cada una.
Clasifican a la fase siguiente los seis primeros de cada serie y los dos mejores segundos.
Serie J: 1º serie A - 2º serie B - 1º serie C 

Serie K: 2º serie A - 1º serie B - 2º serie C 

Serie L: 1º serie D - 2º serie E - 1º serie F 

Serie M: 2º serie D - 1º serie E - 2º serie F 

Serie N: 1º serie G - 2º serie H - 1º serie I 

Serie O: 2º serie G - 1º serie H - 2º serie I

#### Serie J

##### Posiciones
| Pos. | Equipo                 | Pts. | PJ | PG | PE | PP | GF | GC | Dif. |
| ---- | ---------------------- | ---- | -- | -- | -- | -- | -- | -- | ---- |
| 1.º  | Ferro Carril (Salto)   | 10   | 4  | 3  | 1  | 0  | 8  | 2  | 6    |
| 2.º  | Arsenal (Salto)        | 4    | 4  | 1  | 1  | 2  | 5  | 8  | −3   |
| 3.º  | Sp. Barracas (Dolores) | 3    | 4  | 1  | 0  | 3  | 6  | 9  | −3   |

|  | Clasificado a cuartos de final. |

##### Resultados
| Ferro Carril      | 3 - 1 | Arsenal           | Ernesto J. Dickinson | 16 de junio |
| Sportivo Barracas | 1 - 2 | Ferro Carril      | Eduardo Luis Piazze  | 22 de junio |
| Arsenal           | 2 - 1 | Sportivo Barracas | Ernesto J. Dickinson | 14 de julio |
| Arsenal           | 0 - 0 | Ferro Carril      | Ernesto J. Dickinson | 20 de julio |
| Ferro Carril      | 3 - 0 | Sportivo Barracas | Luis T. Merazzi      | 27 de julio |
| Sportivo Barracas | 4 - 2 | Arsenal           | Eduardo Luis Piazze  | 3 de agosto |

#### Serie K

##### Posiciones
| Pos. | Equipo                 | Pts. | PJ | PG | PE | PP | GF | GC | Dif. |
| ---- | ---------------------- | ---- | -- | -- | -- | -- | -- | -- | ---- |
| 1.º  | Estudiantil (Paysandú) | 7    | 4  | 2  | 1  | 1  | 4  | 3  | 1    |
| 2.º  | Universitario (Salto)  | 6    | 4  | 2  | 0  | 2  | 3  | 2  | 1    |
| 3.º  | Huracán (Paysandú)     | 4    | 4  | 1  | 1  | 2  | 3  | 5  | −2   |

|  | Clasificado a cuartos de final. |

##### Resultados
| Huracán       | 1 - 0 | Universitario | Agustín Rivabén      | 15 de junio |
| Estudiantil   | 2 - 1 | Huracán       | Parque Estudiantil   | 22 de junio |
| Universitario | 0 - 1 | Estudiantil   | Esnesto J. Dickinson | 13 de julio |
| Universitario | 2 - 0 | Huracán       | Ernesto J. Dickinson | 20 de julio |
| Huracán       | 1 - 1 | Estudiantil   | Agustín Rivabén      | 27 de julio |
| Estudiantil   | 0 - 1 | Universitario | Parque Estudiantil   | 13 de julio |